# Piccolo Albero (romanzo)
Piccolo Albero (The Education of Little Tree) è un libro di memorie scritto da Asa Earl Carter sotto lo pseudonimo di Forrest Carter.
Pubblicato per la prima volta nel 1976 da Delacorte Press, è stato promosso come un'autentica autobiografia che raccontava le esperienze giovanili di Forrest Carter con i suoi nonni Cherokee sui monti Appalachi. Tuttavia, il libro si rivelò essere una bufala letteraria orchestrata da Asa Earl Carter, un membro del KKK dell'Alabama fortemente coinvolto in cause segregazioniste prima di lanciare la sua carriera di romanziere.

## Trama
Anni Venti. I genitori di Piccolo Albero muoiono ed egli viene affidato alle cure dei nonni cherokee all'età di cinque anni. Il governo costringe Piccolo albero in un college. Piccolo albero soffre del pregiudizio e dell'ignoranza dei custodi della scuola nei confronti degli indiani e della natura. Piccolo Albero viene salvato quando l'amico nativo americano dei suoi nonni, Willow John, nota la sua infelicità e chiede che venga ritirato dalla scuola. Circa un anno dopo, Willow John si ammala e muore. Due anni dopo, muore anche il nonno e, all'inizio della primavera successiva, la nonna muore di una morte serena sulla sua sedia a dondolo sotto il portico. Il libro termina poco prima della Grande Depressione, dopo la morte dei segugi del nonno, segnando il suo passaggio all'età adulta.